# Ковальчук Вікторія Володимирівна
Вікто́рія Володи́мирівна Ковальчу́к (26 січня 1954 року, Ковель — 4 квітня 2021 року, Львів) — українська художниця-графік, ілюстратор, дизайнер, літератор. Жила й працювала у Львові.

## Життєпис
Вікторія Ковальчук народилася в 1954 р. в Ковелі. Її батько Володимир Петрович — службовець, мати Марія Петрівна — лікар.
Любов до малювання у Вікторії Ковальчук проявилася із раннього віку, вона з дитинства відвідувала різні художні гуртки, у 12 років вступила до вечірньої художньої школи.
У 1961—1971 роках навчалась у Львівській середній спеціалізованій школі № 52, з математичним ухилом.
Паралельно з образотворчим мистецтвом захоплювалася літературою. Була активним членом літературного гуртка при Обласному Палаці піонерів. За розповідь «Миролька» стала переможницею обласного літературного дитячого конкурсу (1968 р.).
Авторка працювала в декількох літературних жанрах — пише казки, новели, притчі та повісті.
Казки
- «Шинель» (Львів, газета «Львівська правда», 9 травня 1991 р.),
- «Історія статуї» (Львів, газета «Молода Галичина», № 26 (6445) 1991 р., Москва, Російська католицька газета «Світло Євангелія», № 44, 1997 р.),
- «Казка про ворону, яка хотіла залишитися чорною» (Львів, газета «Високий замок», 5 жовтня 1991 р.),
- «Проліски» (Львів, газета «Високий замок», 14 січня 1992 р.), цикл новел
- «Вийди на дорогу зі світанком» (Львів, газета «Високий замок» № 3 (240) № 5 (242), № 7 (244) 1993 р.),
- «Дві казки на одну тему» (Львів, газета «Високий Замок» 19 вересня 1996 р.),
- «Переможець»(Львів, газета «Високий замок» 27 березня 2003 р.) — це неповний перелік опублікованих у періодиці творів. Окремими книгами світ побачили:

- «Про фею Дорофею» (Маленькі оповідки для маленьких дітей). Видавництво «Апріорі», Львів, 2012,
- «Подорож з Нічним постояльцем» (Бучач очима Шмуеля Агнона). Хесед-Арьє, Львів, 2017.
- "Гусінь Мотя, війна і любов — Правдива казочка ". Видавництво «Левада», Львів, 2018,
- «Казка про ворону, яка хотіла лишитися чорною». Видавництво «Ранок», Харків, 2018.

У 1972—1978 рр. навчалася у Львівському поліграфічному інституті ім. І.Федорова.
Після закінчення інституту деякий час працювала зав. кабінетом книги Кафедри оформлення і ілюстрування книги Українського поліграфічного інституту, зав. відділом художнього оформлення видавництва «Вища школа», художником Державного видавництва «Каменяр», старшим викладачем кафедри «образотворче мистецтво — графіка» Української академії дизайну. Але більшу частину життя — вільний художник, що працює на вітчизняні та зарубіжні видавництва.
Оформила близько 200 книжок різних жанрів, серед них понад 30 книг для дітей.
Розробила оригінальне оформлення українського Букваря, який отримав Диплом І-го ступеня на Всеукраїнському конкурсі «Мистецтво книги» (2000) і був названий найкращою книгою року. Буквар витримав 9 перевидань загальним накладом понад 1 200 000 примірників.
4 роки художниця ретельно працювала над книгою, присвяченою народному вбранню «Український стрій» (1990-1994). Збирала польовий матеріал по всій країні, розробила оригінальну концепцію для науково-популярних ілюстрацій. 6 років книга «шукала свого видавця». Вийшла в 2000 ексклюзивним тиражем. У 2001 була визнана найкращою книгою року.
1999 — Львівське телебачення відзняло фільм «Поетичний театр Вікторії Ковальчук» (режисер Е. Г. Бондаренко).
Вікторія Ковальчук член Національної спілки художників України, лауреат Державної премії ім. Лесі Українки та Літературної премії ім. Олени Пчілки, дипломант республіканських і всесоюзних конкурсів «Мистецтво книги», міжнародних художніх виставок.
Померла у Львові , похована на 27 полі Сихівського цвинтаря. В м. Ковель іменем Вікторії Ковальчук названо вулицю.

## Творчість
Творчий девіз Вікторії Ковальчук: «Художник — вісник, а не садівник власної пихи». Метод — міфічний реалізм. Великий вплив на творчість мали символізм, футуризм, народний примітивізм. Останніх 2-3 роки художниця працює над власним напрямом, який називає «приколізмом» — своєрідний протест цивілізації споживання, занепадницьким настроям постмодернізму.
Мешкаючи майже безвиїзно у Львові, художниця любить мандрувати у світі книг, філософій, культур. Її глибоке захоплення фольклором, особливо традиціями, звичаями, віруваннями гуцулів, бойків, лемків — етнічними групами, що населяють Українські Карпати, у великій мірі сформувало стиль і образну структуру її робіт.

Умовно творчість художниці можна поділити на кілька періодів:
- Етноперіод з елементами сюрреалізму,
- «Східний» період, серія медитативних малюнків «Відтинки дороги», створених під впливом буддизму, індуїзму,
- Міфічний реалізм, спроба візуалізувати властивості людської душі, подібний до мови Маркеса, Борхеса, Кобо Абе, Германа Гессе,
- «Приколізм» — відповідь вульгарному матеріалізмові, механістичній цивілізації з культом наживи та насильства.

## Використана література
1. Г. С. Островський, О. І. Попов. Коріння і крона — Львів, Видавництво при Львівському державному університеті видавничого об'єднання «Выща школа», 1989
2. Я. Гаян. Чудо писанкового світу (слово про художника), Моновидання «Благослови мати» — Київ, Веселка, 2001
3. Ірина Бондаренко. Сто одинадцята книга, перший Буквар … / / Діло № 4, 9 лютого 1998
4. Наталка Поклад. З чистою душею / / Слово Просвіти, 9-15 вересня 2004
5. Алла Носова. Сучасна казка про дерева схожі на птахів / / Молодь України, 22 липня 1987
6. А. Петрова. Дерева схожі на птахів / / Зірка, 25 грудня 1986
7. Анатолій Попов. Пензлем і словом / / Високий замок, 5 січня 1993
8. Ірина Єрмак. «Сьогодні я не так би малювала Різдво …» / / Парафіяльна газета, грудень 2001
9. Г. Островський. Важливий кожен штрих / / Друг читача, 25 квітня 1985
10. Анатолій Попов. Мої пташки будуть літати над світом … / / Високий замок, 25-27 липня 1997
11. Ірина Бондаренко. Шедеври не горять … Але й не видаються / / Високий замок, 14 липня 1998
12. Анатолій Попов. Примножуючи славу Львова / / Львівська правда, 16 травня 1990
13. О. Прокіп. Світ образів і кольору / / Вільна Україна, 8 червня 1988
14. Світлана Гавриляка. Життя прекрасне! / / Жіночі секрети, № 5 1996
15. Валентина Бузіле. Казки добрих бабусь / / Куба, № 2 1981
16. Е. Муляр. Букварь / / Книжковий світ, № 2 (5) 1996
17. Наталія Оболенская. Коктебель фарбами світу / / Міжнародний туризм, грудень-січень № 6 (84) 2008